# Monte Wutai
Il Monte Wutai (cinese: 五台山S, Wǔtái ShānP), noto anche come Monte Qingliang (清凉山T, 清涼山S, Qīngliáng ShānP), situato nella provincia cinese dello Shanxi, è una delle quattro montagne sacre del Buddhismo cinese. La montagna ospita molti dei più importanti templi e monasteri cinesi. Il suo retaggio culturale comprende 53 monasteri sacri, inclusi tra i patrimoni dell'umanità dell'UNESCO nel 2009.

## Descrizione
Ognuna delle quattro montagne è considerata luogo di pratica (dàocháng; 道場) di uno dei quattro grandi bodhisattva.
Wutai ospita il bodhisattva della conoscenza, Mañjuśrī o Wenshu (tradizionale: 文殊) in cinese. Il monte Wutai ha anche strette relazioni con il Buddhismo tibetano.
Prende il nome dalla sua strana topografia, composta da cinque picchi arrotondati (nord, sud, est, ovest, centrale), di cui quello settentrionale, chiamato Beitai Ding o Yedou Feng, è il più alto, nonché punto più alto della Cina settentrionale.
Il Wutai è stato il primo dei quattro monti ad essere riconosciuto. Avvenne sulla base di un passaggio dell'Avatamsaka Sutra (cinese: Húayán jīng; 華嚴經), che descrive i luoghi di culto di molti bodhisattva. In questo capitolo, si dice che Manjusri si trova su una "montagna fredda e pulita" nel nord-est. Questo gli ha fatto meritare il soprannome di "montagna fredda e pulita" (cinese: Qīngliáng Shān; 清涼山).
Si dice che il bodhisattva si manifesti spesso sulla montagna, assumendo la forma di pellegrini, monaci o, più raramente, di cinque nuvole colorate.
Il monte Wutai ospita anche le più antiche costruzioni in legno della Cina, e risale all'era della dinastia Tang (618-907). Tra loro si trova la sala principale del monastero Nanchan e la sala orientale del monastero Fuguang, costruiti rispettivamente nel 782 e 857. Furono scoperti nel 1937 e 1938 da un gruppo di storici architetti di cui faceva parte anche Liang Sicheng. L'aspetto architettonico di questi edifici viene da allora studiato dai più importanti sinologisti ed esperti in architettura tradizionale cinese, come Nancy Steinhardt. Steinhardt classificò questi edifici secondo i modelli esposti nello Yingzao Fashi, un manuale di edilizia cinese scritto nel XII secolo.
Nel 2008 le autorità cinesi hanno fatto richiesta di inserire il Wutai tra i patrimoni dell'umanità dell'UNESCO, ed i residenti locali hanno dichiarato di essere stati spostati a forza dalle loro case in attesa dell'accettazione.
La richiesta è stata poi accettata nel giugno del 2009.
I suoi fianchi ospitano importanti foreste di conifere, tra le quali Picea meyeri riveste una particolare importanza.

## Principali templi

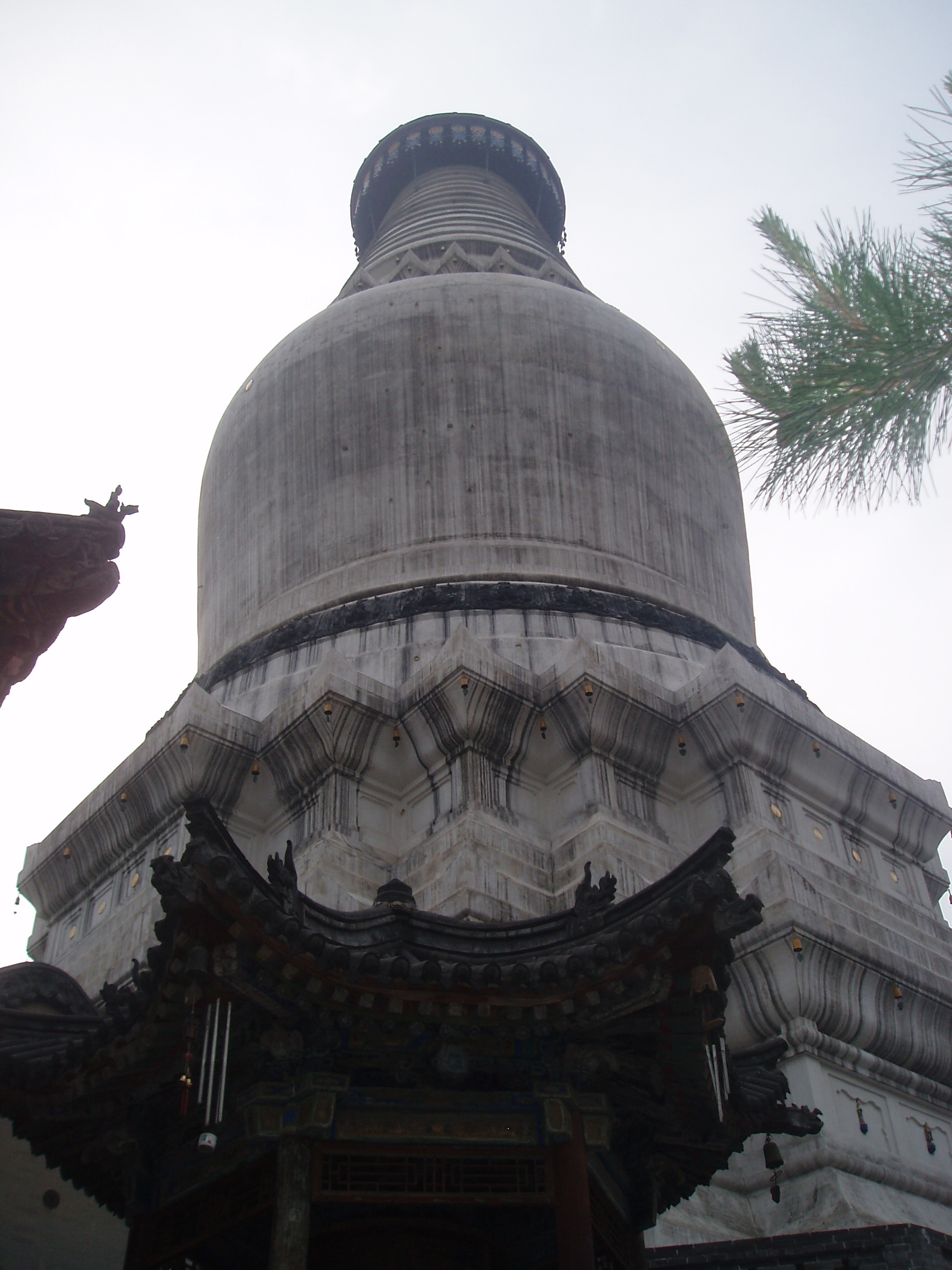
Il Sarira Stupa del tempio Tayuan, costruito nel 1582 durante la dinastia Ming

Il tempio Nanshan (cinese: 南山寺) è un grande tempio presente sul monte Wutai, costruito durante la dinastia Yuan. Il tempio è composto da sette terrazze, divise in tre parti. I tre più bassi sono chiamati tempio Jile (极乐寺), i mediani sala Shande' (善德堂) ed i superiori tempio Youguo(佑国寺). Tra gli altri templi principali si ricordano Xiantong, Tayuan e Pusa Ding.
Inoltre vi sono: tempio Shouning, tempio Bishan, tempio Puhua, Dailuo Ding, tempio Qixian, Shifang Tang, tempio Shuxiang, tempio Guangzong, tempio Yuanzhao, Guanyin Dong, tempio Longquan, tempio Luomuhou, tempio Jinge, tempio Zhenhai, Wanfo Ge, tempio Guanhai, tempio Zhulin, tempio Jifu, tempio Gufo, tempio Yanqing, tempio Nanchan, tempio Mimi, tempio Foguang, tempio Yanshan, tempio Zunsheng, tempio Guangji, etc.